# Meroctena tullalis
Meroctena tullalis is een vlinder uit de familie van de grasmotten (Crambidae), uit de onderfamilie van de Spilomelinae. De wetenschappelijke naam van deze soort is voor het eerst voorgesteld als Botys tullalis door Francis Walker in een publicatie uit 1859.

## Verspreiding
De soort komt voor in India, Bangladesh en Thailand.

## Waardplanten
De rups leeft op:
- Magnoliaceae
  - Magnolia champaca[2]
  - Michelia champaca[1]
- Pentaphylacaceae
  - Adinandra integerrima[1]
- Salicaceae
  - Populus sp.[2]
  - Salix babylonica[1]